# Walthill
Walthill és una població dels Estats Units a l'estat de Nebraska. Segons el cens del 2000 tenia 909 habitants.

## Demografia
Segons el cens del 2000, Walthill tenia 909 habitants, 284 habitatges, i 205 famílies. La densitat de població era de 816,2 habitants per km².
Dels 284 habitatges en un 40,5% hi vivien nens de menys de 18 anys, en un 41,2% hi vivien parelles casades, en un 22,2% dones solteres, i en un 27,5% no eren unitats familiars. En el 25,4% dels habitatges hi vivien persones soles el 12,7% de les quals corresponia a persones de 65 anys o més que vivien soles. El nombre mitjà de persones vivint en cada habitatge era de 3,2 i el nombre mitjà de persones que vivien en cada família era de 3,8.
Per edats la població es repartia de la següent manera: un 41,3% tenia menys de 18 anys, un 7,6% entre 18 i 24, un 25% entre 25 i 44, un 14,9% de 45 a 60 i un 11,3% 65 anys o més.
L'edat mediana era de 27 anys. Per cada 100 dones de 18 o més anys hi havia 92,1 homes.
La renda mediana per habitatge era de 28.750 $ i la renda mediana per família de 29.500 $. Els homes tenien una renda mediana de 26.719 $ mentre que les dones 21.500 $. La renda per capita de la població era de 10.051 $. Aproximadament el 18,2% de les famílies i el 23% de la població estaven per davall del llindar de pobresa.

## Poblacions més properes
El següent diagrama mostra les poblacions més properes.